# 常盤村 (栃木県)
常盤村（ときわむら）は栃木県の南西部、安蘇郡に属していた村である。

## 地理
- 山岳 - アド山
- 河川 - 秋山川、仙波川

## 歴史
- 1889年（明治22年）4月1日 町村制施行により、豊代村、牧村、仙波村が合併し安蘇郡常盤村が成立する。
- 1955年（昭和30年）1月8日 （旧）葛生町、氷室村と合併し葛生町となる。
- 2005年（平成17年）2月28日 葛生町が（旧）佐野市、田沼町と合併し佐野市となる。

## 人物

### おもな出身者
- 大沢竜雄 - 昭和戦前期の陸上競技選手（中距離走・駅伝）